# Zulpha perlaria
Zulpha perlaria är en insektsart som först beskrevs av John Obadiah Westwood 1848.  Zulpha perlaria ingår i släktet Zulpha och familjen vårtbitare. Inga underarter finns listade i Catalogue of Life.